# 몽구오르어
몽구오르어(Monguor) 또는 투어(중국어: 土族语)는 칭하이성과 간쑤성에 분포하는 투족이 사용하는 몽골어족 계통 언어이다. 2000년 기준 화자 수는 약 15만 명.
여러 방언이 있는데 크게 후주 투족 자치현에서 쓰이는 몽굴어(Mongghul)와 민허 후이족 투족 자치현에서 쓰이는 망구얼어(Mangghuer)라는 두 언어로 나누는 분류가 쓰이기도 한다. 전자는 암도 티베트어의 영향을 많이 받은 반면 후자는 중국어와 영향을 주고 받았다. 특히 망구얼 방언의 경우 해당 지역의 중국어에도 영향을 미쳐 독자적인 간거우 방언(Gangou, 甘沟话)을 발전시키기도 했다.

## 수사
다음은 몽굴어에서 쓰이는 수사(數詞)인데, 망구얼어에서는 더 이상 고유 수사를 쓰지 않고 중국어로 셈을 한다.
| 숫자 | 고전 몽골어 | 몽구오르어 |
| ---- | ----------- | ---------- |
| 1    | nigen       | nige       |
| 2    | qoyar       | ghoori     |
| 3    | ghurban     | ghuran     |
| 4    | dörben      | deeran     |
| 5    | tabun       | tawun      |
| 6    | jirghughan  | jirighun   |
| 7    | dologhan    | duluun     |
| 8    | naiman      | niiman     |
| 9    | yisün       | shdzin     |
| 10   | arban       | haran      |

## 같이 보기
- 투족